# 京都市立下鴨中学校
京都市立下鴨中学校（きょうとしりつ しもがもちゅうがっこう）は、京都市左京区にある公立中学校。

## 概要
- 創設当時の校地の前身は旧制京都第一中学校（現・洛北高等学校）。
- 校庭のメタセコイアは、京都市立学校園の銘木百選に制定されている。
- 学校の敷地内には世界遺産二条城の松の木が植えられている。
- 東京2020オリンピック日本代表成田幸平の出身校である。

## 沿革
- 1949年（昭和24年） - 開校。

## 校歌
1953年（昭和28年）11月3日に制定された。
- 作詞 藤久真彦
- 作曲 京都市立音楽短期大学

## 校章
校章のデザインに込められている意味。
- 3枚の葵の葉は、下鴨・松ヶ崎・葵の小学校の生徒が集まることを示す。また、智・体・徳も示す。
- 3本のペンは学問の大切さを示し、Yの字型の配置は学校の立地を意味する。

## 周辺
- 賀茂御祖神社（下鴨神社）
- 高野川
- 下鴨東通

## 交通アクセス
- 京都市営バス「下鴨神社前」（1・4・205系統）で下車　東へ学校北側に沿って徒歩8分
- 京都バス「蓼倉橋」（10・16・17・21・23・32・34・35・37・41・43系統）で下車　西へ徒歩2分
- 京阪電気鉄道 出町柳駅から北へ徒歩約20分